# Prentice
Prentice é uma vila localizada no estado norte-americano de Wisconsin, no Condado de Price.

## Demografia
Segundo o censo norte-americano de 2000, a sua população era de 626 habitantes.
Em 2006, foi estimada uma população de 597, um decréscimo de 29 (-4.6%).

## Geografia
De acordo com o United States Census Bureau tem uma área de
5,3 km², dos quais 5,2 km² cobertos por terra e 0,1 km² cobertos por água. Prentice localiza-se a aproximadamente 469 m acima do nível do mar.

## Localidades na vizinhança
O diagrama seguinte representa as localidades num raio de 36 km ao redor de Prentice.